# Bohdaniwka (hromada Lipowiec)
Bohdaniwka (ukr. Богданівка) – wieś na Ukrainie, w obwodzie winnickim, w rejonie winnickim, w hromadzie Lipowiec. W 2001 liczyła 306 mieszkańców.